# Pfeiffera brevispina
Pfeiffera brevispina är en kaktusväxtart som beskrevs av David Richard Hunt. Pfeiffera brevispina ingår i släktet Pfeiffera och familjen kaktusväxter. Inga underarter finns listade i Catalogue of Life.